# Allie Quigley
Alexandria Christine Quigley, detta Allie (Joliet, 20 giugno 1986), è una cestista statunitense naturalizzata ungherese, professionista nella WNBA.

## Biografia
Dal 2018 è sposata con l'ex compagna di squadra Courtney Vandersloot. Ad aprile 2025 sono diventate genitori della figlia Jana Christine.

## Carriera
È stata selezionata dalle Seattle Storm al secondo giro del Draft WNBA 2008 (22ª scelta assoluta).
Con l'Ungheria ha disputato i Campionati europei del 2015.

## Statistiche

### College
| Anno      | Squadra          | PG  | PT | MP   | TC%  | 3P%  | TL%  | RP  | AP  | PRP | SP  | PP   |
| --------- | ---------------- | --- | -- | ---- | ---- | ---- | ---- | --- | --- | --- | --- | ---- |
| 2004-2005 | DePaul B. Demons | 31  | -  | 29,6 | 46,5 | 45,7 | 92,3 | 2,6 | 3,1 | 1,8 | 0,3 | 14,3 |
| 2005-2006 | DePaul B. Demons | 34  | -  | 27,9 | 41,9 | 35,7 | 77,9 | 2,7 | 3,1 | 1,4 | 0,2 | 15,0 |
| 2006-2007 | DePaul B. Demons | 32  | -  | 31,4 | 40,0 | 36,1 | 80,6 | 5,0 | 3,1 | 1,5 | 0,3 | 15,8 |
| 2007-2008 | DePaul B. Demons | 32  | -  | 30,8 | 43,1 | 36,3 | 86,5 | 5,1 | 3,9 | 1,9 | 0,4 | 19,4 |
| Carriera  | Carriera         | 129 | -  | 29,9 | 42,7 | 38,6 | 83,2 | 3,9 | 3,3 | 1,7 | 0,3 | 16,1 |

### WNBA

#### Regular Season
| Anno     | Squadra           | PG  | PT  | MP   | TC%  | 3P%  | TL%  | RP  | AP  | PRP | SP  | PP   |
| -------- | ----------------- | --- | --- | ---- | ---- | ---- | ---- | --- | --- | --- | --- | ---- |
| 2008     | Phoenix Mercury   | 14  | 0   | 7,1  | 33,3 | 18,2 | 50,0 | 0,8 | 0,3 | 0,4 | 0,1 | 2,1  |
| 2009     | Phoenix Mercury   | 6   | 0   | 5,3  | 37,5 | 50,0 | 100  | 0,8 | 0,2 | 0,0 | 0,0 | 1,7  |
| 2010     | Indiana Fever     | 3   | 0   | 6,0  | 50,0 | -    | 100  | 0,3 | 0,3 | 0,7 | 0,3 | 2,0  |
| 2010     | S.A. Silver Stars | 4   | 0   | 6,3  | 50,0 | 50,0 | 66,7 | 0,3 | 0,0 | 0,0 | 0,0 | 3,5  |
| 2011     | Seattle Storm     | 7   | 0   | 2,0  | 20,0 | 0,0  | 100  | 0,6 | 0,1 | 0,1 | 0,1 | 0,6  |
| 2013     | Chicago Sky       | 34  | 0   | 9,4  | 31,6 | 31,5 | 88,9 | 0,7 | 0,6 | 0,4 | 0,1 | 3,8  |
| 2014     | Chicago Sky       | 34  | 1   | 24,8 | 44,4 | 38,7 | 87,9 | 2,2 | 1,9 | 0,7 | 0,2 | 11,2 |
| 2015     | Chicago Sky       | 32  | 7   | 22,5 | 43,1 | 34,0 | 82,6 | 1,8 | 1,7 | 0,4 | 0,5 | 11,1 |
| 2016     | Chicago Sky       | 34  | 0   | 17,8 | 47,1 | 36,6 | 89,5 | 0,9 | 1,6 | 0,5 | 0,1 | 9,5  |
| 2017     | Chicago Sky       | 31  | 31  | 32,3 | 50,5 | 43,0 | 89,3 | 3,3 | 3,6 | 0,8 | 0,5 | 16,4 |
| 2018     | Chicago Sky       | 32  | 32  | 29,7 | 46,6 | 42,0 | 85,7 | 2,4 | 2,5 | 0,7 | 0,3 | 15,4 |
| 2019     | Chicago Sky       | 34  | 34  | 28,6 | 49,3 | 44,2 | 87,0 | 3,0 | 2,5 | 0,8 | 0,2 | 13,8 |
| 2020     | Chicago Sky       | 22  | 22  | 28,7 | 44,8 | 34,6 | 91,9 | 2,9 | 2,4 | 0,6 | 0,3 | 15,4 |
| 2021†    | Chicago Sky       | 26  | 11  | 24,4 | 44,8 | 45,4 | 95,9 | 2,7 | 2,3 | 0,5 | 0,3 | 13,2 |
| 2022     | Chicago Sky       | 34  | 34  | 26,3 | 42,8 | 35,5 | 95,0 | 2,5 | 2,9 | 0,7 | 0,2 | 11,4 |
| Carriera | Carriera          | 347 | 172 | 22,4 | 45,2 | 39,4 | 89,3 | 2,0 | 2,0 | 0,6 | 0,3 | 10,9 |

#### Playoffs
| Anno     | Squadra       | PG | PT | MP   | TC%  | 3P%  | TL%  | RP  | AP  | PRP | SP  | PP   |
| -------- | ------------- | -- | -- | ---- | ---- | ---- | ---- | --- | --- | --- | --- | ---- |
| 2011     | Seattle Storm | 1  | 0  | 4,0  | 0,0  | 0,0  | -    | 0,0 | 0,0 | 0,0 | 0,0 | 0,0  |
| 2013     | Chicago Sky   | 2  | 0  | 12,5 | 25,0 | 50,0 | -    | 0,0 | 1,5 | 0,0 | 0,0 | 2,5  |
| 2014     | Chicago Sky   | 9  | 0  | 25,7 | 41,2 | 34,2 | 89,7 | 2,7 | 2,1 | 0,3 | 0,6 | 14,2 |
| 2015     | Chicago Sky   | 3  | 0  | 27,0 | 59,0 | 43,8 | 100  | 2,3 | 2,7 | 0,0 | 0,0 | 18,0 |
| 2016     | Chicago Sky   | 5  | 0  | 13,2 | 41,7 | 30,0 | 100  | 1,0 | 1,4 | 0,2 | 0,0 | 5,6  |
| 2019     | Chicago Sky   | 2  | 2  | 28,5 | 42,9 | 12,5 | 100  | 4,5 | 5,0 | 1,0 | 0,5 | 10,5 |
| 2020     | Chicago Sky   | 1  | 1  | 28,0 | 77,8 | 33,3 | 100  | 0,0 | 0,0 | 0,0 | 0,0 | 19,0 |
| 2021†    | Chicago Sky   | 10 | 10 | 32,7 | 41,7 | 36,5 | 100  | 2,9 | 1,8 | 0,6 | 0,3 | 15,2 |
| 2022     | Chicago Sky   | 8  | 8  | 29,0 | 33,8 | 31,9 | 71,4 | 3,1 | 3,1 | 1,0 | 0,3 | 9,6  |
| Carriera | Carriera      | 41 | 21 | 25,6 | 42,2 | 34,2 | 91,1 | 2,4 | 2,2 | 0,5 | 0,3 | 11,8 |

## Palmarès
- Campionato WNBA: 1

Chicago Sky: 2021
- 2 volte WNBA Sixth Woman of the Year (2014, 2015)
- Miglior tiratrice di liberi WNBA (2022)
- Miglior tiratrice da tre punti WNBA (2021)